# Musikjahr 1567
Liste der Musikjahre

◄◄ | ◄ | 1563 | 1564 | 1565 | 1566 | Musikjahr 1567 | 1568 | 1569 | 1570 | 1571 | ► | ►►

Weitere Ereignisse
Dieser Artikel behandelt das Musikjahr 1567.

## Ereignisse

### Heiliges Römisches Reich

#### Hofkapelle von Kaiser Maximilian II.
- Valentin Bakfark, der von 1549 bis 1566 Lautenist am Hof des polnischen Königs und Großfürsten von Litauen Sigismund II. August in Vilnius war, ist bis 1568 Hoflautenist von Kaiser Maximilian II. in Wien.
- Carl Luython ist seit 1566 Chorknabe in der Hofkapelle von Kaiser Maximilian II. Dort bekommt er neben seinem Dienst weiteren Unterricht durch die hier amtierenden Kapellmeister Jacobus Vaet und Philippe de Monte. Die Unterweisung im Orgelspiel könnte von dem dortigen Hoforganisten Walter Formellis († 1582) und dessen beiden Assistenten ausgegangen sein.
- Jakob Regnart ist seit dem Jahr 1557 Mitglied der Sängerkapelle am Habsburgischen Hof des Erzherzogs und späteren Kaisers Maximilians II. Zunächst ist er in Prag tätig und nach der Kaiserkrönung Maximilians 1564 in Wien, wohin der gesamte Hof verlegt wird. Im Dienst der Habsburger steht Regnart für sein ganzes Leben. Nachdem Jacobus Vaet 1567 verstorben ist, schreibt Regnart eine Trauermotette mit der Überschrift „In obitum Jacobi Vaet“ und dem Textanfang „Defunctum charites Vaetem“, woraus sich seine Schülerschaft überzeugend ergibt.
- Lambert de Sayve, der vermutlich seine erste Ausbildung als Sängerknabe an der St.-Lambertus-Kathedrale in Lüttich erhalten hat, ist schon in jungen Jahren, nach Aussage einiger Quellen seit 1562, in den Dienst der kaiserlichen Hofkapelle in Wien eingetreten. In den Mitgliederlisten der Hofkapelle erscheint sein Name aber erst im Jahr 1568, als Philippe de Monte die Leitung der Kapelle übernimmt.
- Jacobus Vaet, der seit dem 1. Januar 1554 Kapellmeister der Hofkapelle von Erzherzog Maximilian in Wien war, verstirbt am 8. Januar 1567 im Alter von etwa 37 Jahren. Kaiser Ferdinand II. hatte offenbar ein enges Verhältnis zu ihm, denn er trägt in sein Tagebuch ein: „Den 8. Januarij ist main capelmaister Jacobus Faet in gott verschiden“. Viele Komponisten danach haben Jacobus Vaet in einer Trauermusik ein musikalisches Denkmal gesetzt, so Jakob Regnart, oder haben Parodiemessen auf Motetten des Komponisten geschrieben, so Johannes de Cleve oder Jacobus Gallus. Sein Werk wird auch von Musiktheoretikern sehr gelobt, so von Hermann Finck, Ludovico Zacconi oder von Pietro Cerone.

#### Bayerischer Reichskreis

##### Herzogtum Bayern
- Franciscus Florius hat seit Herbst 1556 in München an der Hofkapelle von Herzog Albrecht V. eine Anstellung als Hofbassist. Neben seiner Tätigkeit als Sänger ist Florius, zusammen mit dem Hofkopisten Johannes Pollet, auch als Notenkopist eingesetzt.
- Johannes de Fossa ist seit dem letzten Vierteljahr 1559 Vizekapellmeister der Münchner Hofkapelle. In den vorhandenen Dokumenten wird Fossa allerdings weiterhin nur als Tenorist bezeichnet.
- Antonius Gosswin, der wahrscheinlich als Chorknabe in die Hofkapelle von Herzog Albrecht V. eingetreten ist, arbeitet als Alt-Sänger in der Hofkapelle. Ende 1566 oder Anfang 1567 heiratet er Maria Praum.
- Orlando di Lasso ist seit 1563 Kapellmeister der Münchner Hofkapelle. Das Jahr 1567 stellt das vorläufige Ende seines Madrigalschaffens dar, nachdem das vierte Buch fünfstimmiger Madrigale erschienen ist, Alfonso II. d’Este von Ferrara gewidmet. Von da an rückten vor allem die Gattungen Magnificat und deutsches Lied in den Vordergrund.
- Francesco Londariti, der von 1562 bis 1566 als hoch geschätzter Musiker im Chor am herzoglichen Hof Albrechts V. in München unter Orlando di Lasso gewirkt hatte, ist nach den Quellen ab 1567 in Spionagetätigkeiten für die spanische Krone verwickelt, die damals Mailand hielt und Gegner der Republik Venedig war. Dies hält ihn von der Tätigkeit als Musiker ab und bringt ihn in eine prekäre Situation.
- Ivo de Vento, der zunächst bis September 1559 als Sängerknabe unter dem Hofkapellmeister Ludwig Daser am herzoglich-bayerischen Hof von Albrecht V. in München gewirkt hatte und – nach Eintritt seines Stimmbruchs – ein Stipendium für ein Studium in Italien erhalten hat, ist seit 1563 als Organist am Münchner Hof tätig.

#### Burgundischer Reichskreis

##### Markgrafschaft Antwerpen
- Séverin Cornet, der von 1555 bis 1564 in Antwerpen gelebt hat, ist seit 1564 in Mechelen an der St.-Rombouts-Kathedrale tätig, wo er die Aufgabe „pro magistro cantus et choralium“ hat. Somit ist er für die Chorleitung und für die Musikerziehung der Chorknaben zuständig.
- Noé Faignient hat 1561 das Bürgerrecht in Antwerpen erhalten und wirkt seitdem hier als Musiklehrer.
- Rinaldo del Mel lebt in Mechelen und ist seit dem 3. März 1562 Mitglied der Singschule der Kathedrale Saint-Rombaud. Ab dem Jahr 1564 erhält er hier Unterricht vom Chorregenten Séverin Cornet.
- Gérard de Turnhout, der seit dem 3. April 1559 Kapellmeister an der Kathedrale Saint-Gommaire in Lierre war, ist 1562 an die Liebfrauenkirche Antwerpen zurückgekehrt und hat seit 1563 die Position eines Musikmeisters (maître de musique) in der Nachfolge von Antoine Barbé.

##### Grafschaft Flandern
- Jacobus de Kerle, der seit Anfang des Jahres 1562 Kapellmeister der Privatkapelle von Kardinal Otto Truchseß von Waldburg, dem Bischof von Augsburg, war, ist seit Ende 1565 als Kapellmeister in seiner Heimatstadt Ypern tätig. In Ypern kommt es zu innerkirchlichen Unstimmigkeiten, und als Folge eines tätlichen Übergriffs auf einen anderen Priester wird er am 30. März 1567 exkommuniziert und verliert damit auch sein Amt als Kapellmeister. Nach Verrichtung der auferlegten Bußen in Rom wird er wieder kirchlich aufgenommen.
- Andreas Pevernage, der seit 17. Oktober 1563 Kapellmeister an der Kirche Notre-Dame in Courtrai ist und 1564 zusätzlich eine Pfründe an Sankt Willibrordus in Hulst erhalten hat, übt die Kapellmeisterstelle bis 1577 aus.

##### Grafschaft Holland
- Cornelis Boskoop ist seit dem 1. Mai 1554 und bis März 1573 Organist an der Oude Kerk in Delft.
- Johannes Flamingus ist von 1565 bis 1567 in Leiden als zangmeester tätig; der fünfte und sechste Band der an der Pieterskerk (Leiden) entstandenen Leidener Chorbücher enthalten 62 Werke in seiner charakteristischen Handschrift. 32 dieser Werke sind mit seinem Namen gekennzeichnet, die anderen werden ihm ebenfalls zugeschrieben.[2]

#### Fränkischer Reichskreis

##### Reichsstadt Nürnberg
- Georg Forster lebt seit 1548 in Nürnberg, wo er zum Leibarzt von Abt Friedrich zu Hailsbronn ernannt wurde. In Nürnberg bleibt er 20 Jahre bis zu seinem Tod.

#### Kurrheinischer Reichskreis

##### Kurpfalz
- Mathias Gastritz, der am 22. Dezember 1561 zum Organisten der Stadt Amberg bestellt wurde, wirkt fast 30 Jahre lang in den Diensten der Stadt.
- Sebastian Ochsenkun ist seit 1544 Lautenmeister am kurpfälzischen Hof in Heidelberg.
- Stephan Zirler ist kurfürstlicher Hofbeamter am Hof von Kurfürst Friedrich III., seit 1564 Kammersekretär.

#### Niederrheinisch-Westfälischer Reichskreis

##### Erzstift Cambrai
- Laurent de Vos, der seine musikalische Ausbildung vermutlich als Chorknabe an der Kathedrale seiner Vaterstadt Antwerpen erhalten hatte, ist seit 1566 Musikdirektor und verantwortlicher Leiter der Chorknaben an der Kathedrale, des damals noch spanisch-flämischen Cambrai.

##### Hochstift Lüttich
- Johannes Mangon, der seine erste musikalische Ausbildung als duodenus an der Singschule (schola cantorum) der Gemeinde Saint Martin-en-Mont in Lüttich erhielt, wirkt von 1562 bis 1570 an der dortigen Kirche als Succentor. Während dieser Zeit hat er möglicherweise schon zeitweise den Domchor in Aachen geleitet, weil die Abschrift seiner Messe „Ne ascondas me“ im Chorbuch I mit Sicherheit vor dem 31. Oktober 1567 angefertigt wurde.

##### Hochstift Utrecht
- Jean De Latre, der seit Ende 1564 für die Kapelle an St. Martin in Lüttich tätig war und am 7. Oktober 1565 vom Dekan des Stifts wegen seiner häufigen finanziellen Probleme entlassen wurde, lebt seit Dezember 1565 in Utrecht und ist dort zunächst Gast des Kapitels der Johanniskirche (Janskerk). Dann bekommt er eine Doppelanstellung als schoolmester und sangmester an der Pfarrkirche St. Marie (Buurkerk) in der Nähe des Rathauses.

##### Vereinigte Herzogtümer Jülich-Kleve-Berg
- Martin Peudargent ist Hofkomponist in den Diensten von Wilhelm V. von Jülich-Kleve-Berg.

#### Niedersächsischer Reichskreis

##### Fürstentum Braunschweig-Wolfenbüttel
- Johann Zanger der Ältere, der seit 1548 in Braunschweig als Rektor am Katharineum tätig war, ist seit 1553 Pfarrer an der Petrikirche.

##### Herzogtum Mecklenburg-Güstrow
- Thomas Mancinus immatrikuliert sich nach dem Besuch der Lateinschule 1567 an der Universität Rostock.

##### Hamburg
- Jacob Praetorius der Ältere, der wahrscheinlich in seiner Heimatstadt Magdeburg Unterricht von Martin Agricola erhielt, ist von 1555 bis zu seinem Tod als Organist und Kirchenkomponist an zwei Kirchen in Hamburg nachweisbar.

#### Obersächsischer Reichskreis

##### Kurfürstentum Sachsen
- Joachim a Burck, der seit 1563 Kantor an der Lateinschule in Mühlhausen war, ist seit 1566 Organist an der Kirche Divi Blasii in Mühlhausen. In der freien Reichsstadt begründet er die bedeutende Musikkultur, die später mit den Namen Johann Rudolph Ahle, Johann Eccard, Johann Georg Ahle und Johann Sebastian Bach verknüpft sein wird. Daneben ist er als Geschichtsschreiber und öffentlicher Notar tätig.
- Wolfgang Figulus, der von 1549 bis 1551 als Thomaskantor der Thomasschule in Leipzig gewirkt hat, ist von 1551 bis zu seiner Pensionierung 1588 Kantor und Lehrer an der Fürstenschule in Meißen. Er unterrichtet die Fächer Musik, Latein und Religion und sorgt für die musikalische Gestaltung der Gottesdienste in der Afrakirche.
- Mattheus Le Maistre, der seit 1554 sächsischer Hofkapellmeister als Nachfolger von Johann Walter war und 1565 aus Gesundheitsgründen um seine Entlassung gebeten hat, lebt vermutlich in Dresden. Er erhält zunächst nur eine jährliche Pension. Le Maistre bleibt mit dem Hof in Dresden Zeit seines Lebens verbunden und führt den Titel des Hofkapellmeisters bis zu seinem Tod im Frühjahr 1577.
- Antonio Scandello, der 1549 mit fünf weiteren „welschen Musikern“ von Kurfürst Moritz von Sachsen bei einer Italienreise eingestellt wurde, ist Mitglied der Dresdner Hofkapelle. Ab 1566 ist er Vizekapellmeister und als „zugeordneter Moderator“ dem altersschwachen Mattheus Le Maistre unterstellt.
- Leonhart Schröter, der von 1545 bis 1547 die Fürstenschule in Meißen besucht hat, wirkt danach von 1561 bis 1576 als Stadtkantor in Saalfeld.
- Nikolaus Selnecker, der im August 1564 die Jagdleidenschaft des Kurfürsten Moritz von Sachsen gerügt hatte und nur durch eine Aufgabe seines Amts einen ehrenvollen Abschied erreichen konnte, ist seit März 1565 für zwei Jahre als Theologieprofessor in Jena tätig. 1567 veröffentlicht er das Buch Tröstliche Sprüche und Grabschriften aus der heiligen Schrift.
- Johann Walter, der seit 1548 Kapellmeister der Hofkantorei von Kurfürst Moritz war, lebt nach seiner Pensionierung 1554 in Torgau. Walters letzte Lebensjahre sind geprägt von Kompositionen und Dichtungen, die er seinen ehemaligen Landesherren widmet.

#### Österreichischer Reichskreis

##### Erzherzogtum Österreich
- Johannes de Cleve, der wahrscheinlich seit dem Jahr 1553 Sänger (Tenorist) in der Hofkapelle des österreichischen Regenten Erzherzog Ferdinand (1503–1564) und späteren Kaisers Ferdinand I. in Wien war, ist seit 1564 Hofkapellmeister in der neuen von Ferdinands Sohn, Erzherzog Karl II. (1540–1590), gegründeten Hofkapelle in Graz. Dieses Amt versieht der Komponist sechs Jahre lang.
- Jacobus Gallus wirkt vermutlich etwa in der Zeit von 1564 bis 1566 in Österreich. Hier ist er zuerst im Stift Melk, dessen Klosterschule er auch besucht, als Chorknabe tätig. Seine Mitwirkung in der kaiserlichen Hofmusikkapelle in Wien lässt sich nicht belegen.
- Giacomo Gorzanis, der um 1557 in die Herzogtümer Kärnten und Krain gereist ist, hat sich später in Triest niedergelassen, wo er vor 1567 die Bürgerschaft erhält.
- Rogier Michael, der vermutlich eine Kapellknaben-Zeit in Wien durchlebt hat, ist seit 1564 als Sängerknabe an die Hofkapelle von Erzherzog Karl II. in Graz tätig.
- Melchior Schramm, der als Kind in Prag gelebt hat, ist seit 1563 Singknabe in der Hofkapelle von Erzherzog Ferdinand von Tirol. Mit dessen Hof kommt er nach Innsbruck, wo er in Ferdinands neugegründeter Knabensingschule ausgebildet wird. Er reist dann durch Böhmen, Mähren und Schlesien.
- Alexander Utendal ist seit 1564 Alt-Sänger in der neu gegründeten Prager Kapelle von Erzherzog Ferdinand. Herzog Ferdinand verlegt die Kapelle 1566/67 nach Innsbruck und Utendal folgt dorthin.
- Die Wanderjahre als Kürschner-Geselle haben Lorenz Wessel 1565 nach Eisenerz in der Steiermark geführt. 1566 schreibt er ein Lied auf militärische Erfolge gegen die Türken und den Tod des Grafen Nikola Šubić Zrinski (Nikolaus Schubitsch von Serin) († 1566) in Ungarn, das gedruckt wird. Von der Schrift erscheinen in kurzer Zeit mehrere unautorisierte Raubdrucke. Wessel wendet sich deshalb an Kaiser Maximilian II. mit der Bitte um die Erteilung eines Druckprivilegs. Der Reichshofrat hat jedoch kein Interesse, das Urheberrecht an poetischen Werken zu schützen, und erteilt Lorenz Wessel aus Essen am 21. Juli 1567 den Bescheid, „dem Supplikanten anzuzaigen die Majestät hab net in gebrauch auf dergleichen gedichte und gesänge impressoria zu geben, da er es aber trukken lassen wolle, möge er dasselb ihrer Majestät halben wohl thun“.

#### Schwäbischer Reichskreis

##### Herzogtum Württemberg
- Balduin Hoyoul, der im Jahr 1561 im Alter von etwa 13 Jahren als Diskant-Sänger in den Chor der Stuttgarter Hofkapelle unter Ludwig Dasers Leitung eingetreten war und 1564/65 für zwei Jahre als Schüler zu Orlando di Lasso nach München geschickt wurde, wirkt nach seiner Rückkehr wieder als Altist und Komponist.

##### Reichsstadt Dinkelsbühl
- Michael Tonsor wirkt von ungefähr 1567 bis 1588 als Organist an der St. Georgskirche in Dinkelsbühl.

#### Nicht eingekreiste zum Heiligen Römischen Reich zugehörige Territorien und Stände

##### Königreich Böhmen
- Christian Hollander, der bis zum Tod von Kaiser Ferdinand 1564 Mitglied der Hofkapelle von Kaiser Maximilian II. in Wien war, ist seit 1565 Mitglied der Kapelle von Erzherzog Ferdinand in Prag, wo er schon eine besondere Reputation als „ain beruembter Musicus und Componist“ genießt.

##### Alte Eidgenossenschaft
- Homer Herpol ist seit 1550 in Freiburg (Schweiz) als Kantor an der Kirche St. Nikolaus angestellt. Neben seiner Kantorentätigkeit wirkt Herpol auch am Dekanatsgericht, später auch am neu geschaffenen Chorgericht. Der Komponist erhält 1567 das Angebot einer Vikarie in Augsburg, aber mangels weiterer Zusicherungen kommt es nicht zu einem Wechsel nach Augsburg. Im Lauf des Jahres 1567 verlässt Herpol seine bisherige Stelle und die Stadt Freiburg (Schweiz); die Gründe dafür sind nicht restlos geklärt. Zwar lebt er im Konkubinat und hat auch Kinder, aber es gibt auch eine Klage des Propstes Duvillard über üble Nachreden seitens der Priester. Vielleicht gehört Herpol zu den Gegnern des Propstes und muss deshalb gehen.

##### Herzogtum Mailand
- Vincenzo Ruffo, der seit 1551 in Verona als Maestro di musica an der Accademia Filarmonica gewirkt hat, ab 1554 auch als Domkapellmeister, versieht ab 1563 die gleiche Stelle in Mailand und danach noch in Pistoia und Sacile.
- Matthias Hermann Werrecore, der von August bis Dezember 1559 beim Domchor in Mailand als Tenorsänger tätig war, lebt vermutlich in Mailand. Nach Dokumenten von 1532 und 1561 besitzt Werrecore Eigentum vor Ort und hat aus zwei Ehen mindestens drei Kinder.

##### Herzogtum Mantua
- Girolamo Cavazzoni ist Organist in der Hofkirche Santa Barbara des Palazzo Ducale in Mantua, wo er bis 1577 wirkt.
- Giaches de Wert, der von 1563 bis 1565 den Dienst eines Kapellmeisters für die kaiserlichen Gouverneure in Mailand versehen hat, wirkt spätestens ab September 1565 als Kapellmeister an der neu gebauten Basilika Santa Barbara in Mantua, der Hofkirche der Gonzaga-Herzöge, nachdem er dorthin für das erste Barbara-Fest am 4. Dezember 1564 eine neue von ihm komponierte Messe geschickt hatte. In dieser Stellung bleibt er bis zu seinem Tod. Er ist auch als prefectus musicorum für die weltliche Musik am Hof von Herzog Guglielmo Gonzaga in Mantua zuständig. Er bezieht ein außerordentlich hohes Jahresgehalt, zu welchem weitere Gratifikationen hinzu kommen. Der Komponist ist in seinen ersten Jahren in Mantua Feindseligkeiten und Intrigen ausgesetzt, die von seinem Konkurrenten Agostino Bonvicino († 1576) ausgehen und in die auch Giaches’ Frau Lucrezia verwickelt ist.

#### Herzogtum Modena und Reggio
- Luzzasco Luzzaschi, der in seiner Jugend Schüler des flämischen Komponisten Cipriano de Rore war, ist seit Mai 1561 Organist am Hof des Herzogs Alfonso II. d’Este, seit 1564 ist er herzoglicher Hoforganist.

##### Herzogtum Toskana
- Paolo Aretino, der bis 1547 als Kantor am Dom von Arezzo gewirkt hat, ist danach bis zu seinem Tode im Jahr 1584 an Santa Maria della Pieve, ebenfalls in Arezzo, tätig.
- Giulio Caccini, der wahrscheinlich Mitglied im Knabenchor der Cappella Giulia des Petersdoms und von Oktober 1564 bis November 1565 Gesangsschüler von Giovanni Animuccia war, wirkt ab dem 29. April 1566 am Hof des Großherzogs Ferdinando I. de’ Medici in Florenz.
- Francesco Corteccia steht seit dem Jahr 1539 im Dienst der Familie de’ Medici und bekleidet die Stelle des Kapellmeisters am Hofe des Herzogs Cosimo I. Zu seinen zahlreichen Schülern gehören Cristofano Malvezzi und Luca Bati (1546–1608).
- Nicolao Dorati wirkt seit 1543 in der Stadtkapelle von Lucca, zunächst als Posaunist und seit 1557 für über zwanzig Jahre als Kapellmeister.
- Vincenzo Galilei lebt seit 1560 in Pisa und ist seit 1562 mit Giulia Ammannati (gestorben 1620) aus einer angesehenen Familie von Tuchhändlern verheiratet.
- Cristofano Malvezzi, Sohn des Organisten und Orgelbauers Niccoló Malvezzi, ist seit 1562 Canonico soprannumerario und wird ab 1572 regulärer Kanoniker an San Lorenzo in Florenz.
- Giovanni Piero Manenti ist seit März 1557 Organist an S. Giovanni in Florenz.
- Alessandro Striggio der Ältere, der aus einem Aristokratengeschlecht entstammt, hält sich vermutlich in Florenz auf, wo er um 1560 die ersten Kontakte zu den Medici geknüpft hat. 1567 senden sie ihn auf diplomatischer Mission nach England. Während der 1560er Jahre komponiert er zahlreiche Intermedi für Hochzeiten, Besuche und andere festliche Anlässe der Medici.

### Königreich England und Irland

#### Chapel Royal von Elisabeth I.
- William Daman, der 1562 – möglicherweise auf eine Einladung des Ersten Earl of Dorset, Thomas Sackville – nach London gezogen war, ist in die Dienste der Königin Elisabeth I. getreten und verbringt den Rest seines Lebens in England.
- Alfonso Ferrabosco der Ältere, der vermutlich 1562 mit seinem Onkel das erste Mal nach England gekommen ist, hat eine Anstellung bei Königin Elisabeth I.
- William Mundy, der 1543 Mitglied im Chor von Westminster Abbey wurde und später für verschiedene Kirchengemeinden arbeitete, ist seit 1564 Mitglied der Chapel Royal, an der er bis zu seinem Tode verbleibt.
- Robert Parsons, der erstmals 1560/1561 in einem Rechnungsbuch der Londoner Chapel Royal auftaucht, ist seit 17. Oktober 1563 Gentleman of the Chapel Royal – etwa gleichzeitig mit William Mundy, weswegen man vermutet, dass Parsons in etwa gleichaltrig wie Mundy gewesen sein könnte. 1567 wird ihm auf 21 Jahre ein Krongut über drei Rektorien in der Nähe von Lincoln gewährt.
- Thomas Tallis, der 1543 zum „Gentleman of the Chapel Royal“ in London ernannt wurde, bekleidet dieses Amt in den folgenden 40 Jahren.

### Königreich Frankreich

#### Chapelle Royale von Karl IX.
- Jakob Arcadelt ist ab 1554 als Sänger am Hof des späteren französischen Königs Karl IX. in Paris belegt, wo er bis zu seinem Tod bleibt. Zur gleichen Zeit steht er im Dienst des humanistisch orientierten Kardinals von Lothringen, Charles de Guise (1524–1574), der ebenfalls in Paris residiert. Der Komponist bekommt in seiner Pariser Zeit Pfründen an Notre-Dame und St. Germain l’Auxerrois sowie an der Kathedrale von Reims. Nachdem er in früheren Zeiten, zwischen 1537 und 1551, eher gelegentlich Chansons geschrieben hat, wobei insgesamt 21 bei den Verlegern Pierre Attaingnant, Jacques Moderne und Nicolas du Chemin erschienen sind, nimmt die Zahl der Kompositionen dieser Gattung ab 1552 sprunghaft zu, und es erscheinen etwa 100 solche Stücke bis 1569 in den Anthologien des königlich privilegierten Verlegers Le Roy & Ballard.
- Guillaume Costeley ist nach seiner Ausbildung von 1560(?) bis 1570 Hoforganist am Hof von Karl IX.

#### Metz
- Claude Goudimel, der wahrscheinlich seit 1549 und bis 1557 an der Universität Paris studiert hatte und seit 1553 Teilhaber des Verlagshauses von Nicolas Du Chemin (1520–1576) ist, lebt ab 1557 bis etwa 1567 in Metz.

#### Paris
- Pierre Certon, der seit 1529 in Paris an Notre-Dame und hier seit 1542 als Leiter des Knabenchores gearbeitet hat, lebt seit 1560 in seiner Heimatstadt Melun.
- Adrian Le Roy lebt in Paris und ist musikalischer Leiter des von ihm mit seinem Vetter Robert Ballard 1551 gegründeten Musikverlags Le Roy & Ballard.

### Italienische Staaten

#### Kirchenstaat
- Giovanni Animuccia ist seit 1555 als Nachfolger von Giovanni Pierluigi da Palestrina Kapellmeister der Cappella Giulia an St. Peter im Vatikan.
- Filippo Azzaiolo ist in seiner Geburtsstadt Bologna ab etwa 1557 als Sänger aktiv und verbringt dort sein gesamtes Leben.
- Ghiselin Danckerts ist seit 1538 Sänger der päpstlichen Kapelle in Rom. Er übt dieses Amt bis 1565 aus. Bis 1567 wird er dann noch als „zweitklassiger Sänger“ in den Verzeichnissen der Kapelle erwähnt, danach verliert sich seine Spur.
- Ghinolfo Dattari erhält ab Februar 1555 in Bologna eine Anstellung als Sänger in der Kapelle von San Petronio, der er 62 Jahre lang, bis zu seinem Tode angehört.
- Domenico Ferrabosco, der seit 1551 Sänger der päpstlichen Kapelle in Rom war, ist seit 1555 Kapellmeister in seiner Heimatstadt Bologna.
- Giovanni Maria Nanino, der seit März 1562 als “cantore” für Kardinal Ippolito II. d’Este tätig war, ist von September 1566 bis Oktober 1568 in der Cappella Giulia tätig.
- Giovanni Pierluigi da Palestrina, der seit 1. März 1561 und für ungefähr vier Jahre in Rom Leiter der Cappella Liberiana an Santa Maria Maggiore war, ist seit 1565 musikalischer Leiter und Lehrer des Seminario Romano, einer Ausbildungsstätte des Priesternachwuchses. Sein zweites Messenbuch von 1567 widmet er König Philipp II. von Spanien.
- François Roussel, der in den 1550er Jahren möglicherweise in Lyon gewirkt hatte, ist von 1564 an wieder in Rom nachweisbar, zunächst bis 1566 als maestro di cappella an San Lorenzo in Damaso, danach in gleicher Position von 1566 bis 1571 an San Luigi dei Francesi.
- Tomás Luis de Victoria ist seit etwa 1565 als Stipendiat von König Philipp II. in Rom, wo er das Collegium Germanicum absolviert, das Priesterseminar der Jesuiten.

#### Königreich Neapel
- Giovanni Domenico da Nola wirkt seit Februar 1563 bis zu seinem Tod als Maestro di cappella an der Basilika Santissima Annunziata Maggiore in Neapel. In dieser Funktion lehrt er auch die Mädchen des Waisenhauses der Annunziata und die Diakone des Priesterseminars Gesang.
- Diego Ortiz, der seit 1553 am vizeköniglichen Hof in Neapel als Kapellmeister (Maestro de Capilla) gewirkt hat und in dieser Position bis 1565 nachweisbar ist, lebt wahrscheinlich in Neapel.
- Antonio Valente wirkt von 1565 bis 1580 als Organist an Sant’Angelo a Nilo in Neapel.

#### Republik Venedig
- Giovanni Croce wirkt ab 1565 als Chorknabe und Sänger am Markusdom in Venedig.
- Baldissera Donato ist seit 1550 als Sänger – zunächst an San Marco in Venedig – aktiv und wirkt auch in der Ausbildung der Sänger.
- Andrea Gabrieli ist wahrscheinlich seit Jahresanfang 1566 als Organist an San Marco tätig, einer herausragenden Position in der Musikwelt Italiens, wo er bis zu seinem Lebensende bleiben wird.
- Antonio Gardano, der seit 1532 in Venedig lebt und hier einen Musikverlag und eine Druckerei gegründet hat, gibt zwischen 1538 und 1569 rund 450 Publikationen, vor allem Madrigale und geistliche Musik heraus. Von den noch 388 erhaltenen Drucken sind nur zwei nicht musikalischen Inhalts.
- Giorgio Mainerio, der sich in den Jahren ab 1560 um eine Stelle als Kaplan und altarista an der Kirche Santa Maria Annunziata in Udine beworben hat, verbringt in Udine die Jahre 1560 bis 1570. Dank seines erworbenen musikalischen Fachwissens und des Unterrichts, den er bei zwei örtlichen Musikautoritäten, den Kapellmeistern Gabriele Martinengo und Ippolito Chiamaterò genießt, beginnt er seine erfolgreiche musikalische Laufbahn.
- Luca Marenzio ist wahrscheinlich Chorknabe am Dom zu Brescia, dessen Kapelle 1565 bis 1567 von Giovanni Contino (um 1513–1574) geleitet wird. Dieser ist vielleicht auch sein Lehrer.
- Florentio Maschera, der seine erste Anstellung als Organist im Kloster „Santo Spirito in Isola“ vor Venedig erhielt, ist seit 22. August 1557 Organist an der Kathedrale von Brescia.
- Claudio Merulo, der seit 1556 als Organist in Brescia gearbeitet und sich 1557 um den Posten eines zweiten Organisten am Markusdom in Venedig beworben hatte, übt diese Position bis 1566 aus. Seit dem Jahr 1566 ist er als Nachfolger von Annibale Padovano als erster Organist tätig. Neben dieser offiziellen Tätigkeit tritt er regelmäßig in den Palazzi venezianischer Adliger auf, z. B. in der Ca' Zantani, die auch von Parabosco, Padovano und anderen Virtuosen frequentiert wird. Hierbei dürfte er nicht nur auf Orgelpositiven gespielt haben, sondern auch auf Kielinstrumenten wie Cembalo oder Virginal, zumal Venedig eines der Zentren des damaligen Instrumentenbaus war, mit berühmten Cembalobauern wie Domenicus Venetus (auch Pisaurensis), Celestini oder Trasuntino. Merulo tritt außerdem als Komponist von Vokalwerken in Erscheinung, vor allem von Madrigalen, sowie von Motetten und Messen. Zwischen 1566 und 1571 arbeitet Merulo auch als Verleger. Er gibt nicht nur eigene Werke heraus, 1567 veröffentlicht er etwa sein Libro Primo de Ricercari, sondern auch Werke anderer Komponisten.
- Teodoro Riccio wirkt nach seiner Ausbildung als Kirchenmusiker zunächst als Kapellmeister der Kirche Santa Nazaro in seiner Heimatstadt Brescia. Im Vorwort seines ersten Madrigalbuches von 1567, unterzeichnet er als „Maestro di Capella di San Nazaro“ in Brescia. Das ist auch nachweislich seine erste eigene Arbeit, eine Sammlung von fünfstimmigen Madrigalen. Diese widmete er dem „Comiti Alfonso Capreolo“. Im gleichen Jahr folgt dann noch eine Sammlung von sechsstimmigen Madrigalen aus seiner Feder.
- Gioseffo Zarlino, der bei Adrian Willaert in Venedig studiert hat, ist seit 1565 – in der Nachfolge von Cypriano de Rore – Kapellmeister am Markusdom in Venedig. Er hat diese Stelle bis zu seinem Ableben 1590 inne.

### Königreich Polen und Großfürstentum Litauen

#### Hofkapelle von Sigismund II. August
- Cyprian Bazylik, der seit 1556 in den Diensten des Fürsten Mikołaj Radziwiłł der Schwarze in Vilnius stand, ist seit dessen Tod 1565 Mitglied der Hofkapelle des polnischen Königs Sigismund II. August.
- Krzysztof Borek, der zunächst Chorknabe und später Mitglied der Krakauer Hofkapelle war, ist von 1556 bis 1572 deren Kapellmeister.
- Krzysztof Klabon ist seit 1565 Lautenist am Hof Sigismund II. Augusts in Krakau.

#### Sandomierz
- Mikołaj Gomółka, der als königlicher Fistulator (hervorragende Instrumentalist des Königs) Mitglied der Hofkapelle von König Sigismund II. August von Polen war, hat 1563 den Hof verlassen und ist die folgenden 15 Jahre in seiner Geburtsstadt Sandomierz in einigen außermusikalischen Bereichen tätig.

### Königreich Schweden
- Tielman Susato, der 1565 an den diplomatischen Aktivitäten seines Schwiegersohns Arnold Rosenberger teilgenommen hat, wirkt bis 1570 als deutscher Schreiber in Stockholm.

### Königreich Spanien

#### Hofkapelle von Philipp II.
- Jean de Bonmarché, der seit 1560/61 maître des enfants (Leiter der Chorknaben) an der Kathedrale Notre-Dame von Cambrai war, ist seit 8. Juni 1565 Leiter der Hofkapelle des spanischen Königs PhilippII. in Madrid.
- Miguel de Fuenllana wirkt ab dem Jahr 1560 am Hof von Elisabeth von Valois, der dritten Frau von König Philipp II., in der Stellung eines Kammermusikers mit einem Jahresgehalt von 50.000 Maravedís und bleibt hier bis Juni 1569.
- George de La Hèle, der vermutlich seine musikalische Ausbildung an der Kirche zu Unsrer Lieben Frau in seiner Heimatstadt Antwerpen bei Antoine Barbé erhalten hat, gehört zu einer Gruppe von Chorknaben, die im Jahr 1560 nach Spanien gegangen sind, um an der Hofkapelle von König Philipp II. in Madrid unter der Leitung von Pierre de Manchicourt am Musikleben des Hofs und an der Gestaltung der Gottesdienste mitzuwirken. Nach eigener Aussage übt er diesen Dienst zehn Jahre lang aus und ist während der letzten Jahre zu Studien an der Universität von Alcalá eingeschrieben.

#### La Seu d’Urgell
- Joan Brudieu ist seit 1548 Kapellmeister auf Lebenszeit der Kathedrale von La Seu d’Urgell. Diese Position behält er – mit Unterbrechungen – bis kurz vor seinem Tode 1591.

#### Sevilla
- Francisco Guerrero ist seit 1551 Assistent von Kapellmeister Fernández de Castileja und Chorregent an der Kathedrale von Sevilla.
- Alonso Mudarra ist seit dem 18. Oktober 1546 Kanoniker an der Kathedrale von Sevilla. In dieser Stadt hat er einen bedeutenden Einfluss auf das Musikleben und bleibt dort noch 34 Jahre bis an sein Lebensende. Zu seinen Aufgaben an der Kathedrale gehört die Leitung aller musikalischen Aktivitäten. Hierzu gehören die Beauftragung von Instrumentalisten, der Kauf und die Leitung des Aufbaus einer neuen Orgel und die enge Zusammenarbeit mit Komponisten für die vielfältigen festlichen Anlässe.

## Instrumentalmusik

### Für Orgel
- Claudio Merulo – Ricercari d’intavolatura d’organo (8 Ricercars): Noten und Audiodateien im International Music Score Library Project

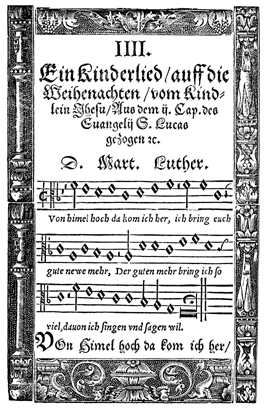
Martin Luther – Vom Himmel hoch … (Druck von 1567)

## Vokalmusik

### Geistlich
- Giovanni Animuccia – Missarum liber primus zu vier Stimmen, Rom: Valerio Dorico & Luigi Dorico: Noten und Audiodateien im International Music Score Library Project
- Benedictus Appenzeller – Sancta Maria succurre miseris, Doppelkanon zu vier Stimmen, Nürnberg
- Homer Herpol – Motetten De Sanctis
- Orlando di Lasso – Magnificat octo tonorum für sechs, fünf und vier Stimmen, Nürnberg: Theodor Gerlach; darin:
  - Magnificat octavi toni, LV 278: Noten und Audiodateien im International Music Score Library Project
  - Magnificat octavi toni, LV 286: Noten und Audiodateien im International Music Score Library Project
  - Magnificat octavi toni, LV 294: Noten und Audiodateien im International Music Score Library Project
  - Magnificat primi toni, LV 271: Noten und Audiodateien im International Music Score Library Project
  - Magnificat primi toni, LV 279: Noten und Audiodateien im International Music Score Library Project
  - Magnificat primi toni, LV 287: Noten und Audiodateien im International Music Score Library Project
  - Magnificat quarti toni, LV 274: Noten und Audiodateien im International Music Score Library Project
  - Magnificat quarti toni, LV 282: Noten und Audiodateien im International Music Score Library Project
  - Magnificat quarti toni, LV 290: Noten und Audiodateien im International Music Score Library Project
  - Magnificat quinti toni, LV 275: Noten und Audiodateien im International Music Score Library Project
  - Magnificat quinti toni, LV 283: Noten und Audiodateien im International Music Score Library Project
  - Magnificat quinti toni, LV 291: Noten und Audiodateien im International Music Score Library Project
  - Magnificat secundi toni, LV 272: Noten und Audiodateien im International Music Score Library Project
  - Magnificat secundi toni, LV 280: Noten und Audiodateien im International Music Score Library Project
  - Magnificat secundi toni, LV 288: Noten und Audiodateien im International Music Score Library Project
  - Magnificat septimi toni, LV 277: Noten und Audiodateien im International Music Score Library Project
  - Magnificat septimi toni, LV 285: Noten und Audiodateien im International Music Score Library Project
  - Magnificat septimi toni, LV 293: Noten und Audiodateien im International Music Score Library Project
  - Magnificat sexti toni, LV 276: Noten und Audiodateien im International Music Score Library Project
  - Magnificat sexti toni, LV 284: Noten und Audiodateien im International Music Score Library Project
  - Magnificat sexti toni, LV 292: Noten und Audiodateien im International Music Score Library Project
  - Magnificat tertii toni, LV 273: Noten und Audiodateien im International Music Score Library Project
  - Magnificat tertii toni, LV 281: Noten und Audiodateien im International Music Score Library Project
  - Magnificat tertii toni, LV 289: Noten und Audiodateien im International Music Score Library Project
- Jachet de Mantua – Orationes complures ad officium Hebdomadae sanctae pertinentes zu vier und fünf Stimmen, Venedig
- David Köler – Rosa florum gloria
- Annibale Padovano – erstes Buch der Motetten zu fünf und sechs Stimmen, Venedig: Antonio Gardano
- Giovanni Pierluigi da Palestrina – Missarum liber secundus, Rom: Erben von Valerio & Luigi Dorico: Noten und Audiodateien im International Music Score Library Project; darin:
  - Missa ad fugam zu vier Stimmen: Noten und Audiodateien im International Music Score Library Project
  - Missa de Beata Virgine zu vier Stimmen: Noten und Audiodateien im International Music Score Library Project
  - Missa Papae Marcelli zu sechs Stimmen: Noten und Audiodateien im International Music Score Library Project
  - Missa sine nomine zu vier Stimmen: Noten und Audiodateien im International Music Score Library Project
- Jakob Regnart – 4 Motetten zu drei Stimmen, in: Tricinia sacra ex diversis […] autoribus collecta, Nürnberg
- Giovanni Maria de Rossi – Voce mea ad Dominum clamavi zu fünf Stimmen; in: Mottetti a cinque voci, Venedig: Claudio Merulo: Noten und Audiodateien im International Music Score Library Project
- Thomas Tallis – Kanon God Grant with Grace zu vier Stimmen, in: Tunes for Archbishop Parker’s Psalter: Noten und Audiodateien im International Music Score Library Project

### Weltlich
- Lodovico Agostini – Musica di... sopra le rime bizarre di M. Andrea Calmo, & altri autori zu vier Stimmen, Mailand: Cesare Pozzo
- Jacques Arcadelt
  - Drittes Buch der Chansons, Paris: Le Roy & Ballard; darin:
    - Quand je me trouve zu vier Stimmen: Noten und Audiodateien im International Music Score Library Project

  - Viertes Buch der Chansons, Paris: Paris: Le Roy & Ballard
  - Fünftes Buch der Chansons, Paris: Le Roy & Ballard
- Giovanni Battista Conforti – Madrigali Nuovamente à 5, libro primo, Venedig: Claudio Merulo; darin:
  - Madrigal Non rumor di tamburi o suon di trombe zu fünf Stimmen: Noten und Audiodateien im International Music Score Library Project
- Nicolao Dorati – viertes Buch der Madrigale zu fünf Stimmen, Venedig: Antonio Gardano
- Nicolas Du Chemin (Hrsg.) – 20 Chansons nouvelles zu vier Stimmen, Livre 16, Paris: Noten und Audiodateien im International Music Score Library Project
- Giovanni Ferretti – Canzone alla napolitana zu fünf Stimmen, Venedig: Girolamo Scotto
- Giulio Fiesco – zweites Buch der Madrigale, Venedig
- Guglielmo Gonzaga – Madrigal Padre ch'el ciel la terra e'l tutto reggi zu fünf Stimmen, in: Madrigali a 5 voci, Libro 4: Noten und Audiodateien im International Music Score Library Project
- Orlando di Lasso
  - Libro quarto de madrigali à 5 voci, Venedig: Antonio Gardano; darin:
    - Madrigal I'vo piangendo zu fünf Stimmen, LV 319: Noten und Audiodateien im International Music Score Library Project
    - Madrigal O beltà rara zu fünf Stimmen, LV 311: Noten und Audiodateien im International Music Score Library Project

  - Neue teütsche Liedlein zu fünf Stimmen, München: Adam Berg
  - Madrigal Buon' hora prende il giorno, LV 324, in: Terzo libro del desiderio: Noten und Audiodateien im International Music Score Library Project
  - Madrigal Lasso ch'il crederia zu vier Stimmen, LV 322: Noten und Audiodateien im International Music Score Library Project
  - Chanson Hatez vous de me faire grace zu vier Stimmen, LV 333: Noten und Audiodateien im International Music Score Library Project
  - Madrigal Ove d’altra montagna zu vier Stimmen, LV 323, in: Terzo libro del desiderio: Noten und Audiodateien im International Music Score Library Project
- Philippe de Monte
  - Il secondo libro de madrigali zu fünf Stimmen, Venedig: Antonio Gardano
  - 22 Chansons zu vier bis sechs Stimmen in verschiedenen Sammlungen, 1567–1597
- Giovanni Domenico da Nola – Il primo libro delle villanelle alla napolitana zu drei und vier Stimmen, Venedig: Claudio Merulo & Fausto Betanio
- Marc'Antonio de Pordenon – La verginella è simile alla rosa zu fünf Stimmen; in: Il secondo libro de madrigal a 5 voci: Noten und Audiodateien im International Music Score Library Project
- Teodoro Riccio
  - 30 Madrigali a 5 voci, libro 1, Venedig: Antonio Gardano: Noten und Audiodateien im International Music Score Library Project
  - 27 Madrigali a 6 voci, libro 1, Venedig: Antonio Gardano: Noten und Audiodateien im International Music Score Library Project
- Cipriano de Rore – Il cicalamento delle donne al bucato zu vier Stimmen, Venedig: Girolamo Scotto: Noten und Audiodateien im International Music Score Library Project
- Massimo Troiano – Sammlung von Canzoni, Treviso
- Pietro Vinci – Madrigal Quando amor i begli occhi zu fünf Stimmen; in: Il secondo libro de madrigali a 5 voci, Venedig: Rampazetto: Noten und Audiodateien im International Music Score Library Project
- Giaches de Wert – Madrigali a 5 voci, Libro 4, Venedig: Angelo Gardano: Noten und Audiodateien im International Music Score Library Project; darin:
  - Madrigal A caso un giorno mi guidò la sorte zu fünf Stimmen: Noten und Audiodateien im International Music Score Library Project

## Instrumentenbau
- In Spanien werden erstmals geteilte Register an der Orgel erwähnt.

## Geboren

### Geburtsdatum gesichert
- 04. Januar (getauft): Joachim van den Hove, franko-flämischer Lautenist und Komponist († 1620)[3]
- 12. Februar: Thomas Campion, englischer Komponist, Dichter und Arzt († 1620)
- 01. April (getauft): Bernhard Schmid, elsässischer Komponist, Organist und Musikherausgeber († 1625)
- 25. April: Aurelio Signoretti, italienischer Komponist, Instrumentalist und Sänger († 1635)[3]
- 26. April: Nicolas Formé, französischer Tenor und Komponist († 1638)

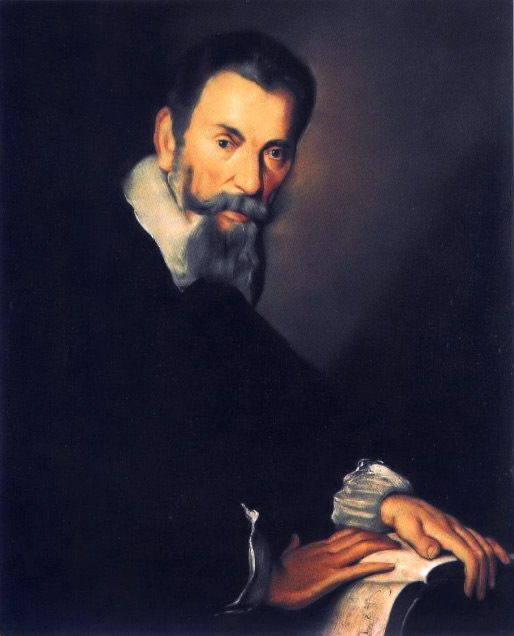
Claudio Monteverdi; * 15. Mai (getauft)

- 15. Mai (getauft): Claudio Monteverdi, italienischer Komponist († 1643)
- 10. August: Girolamo Giacobbi, italienischer Kantor, Kapellmeister und Komponist († 1629)
- 06. November: Wolfhart Spangenberg, Straßburger Dichter und Minnesänger († nach 1636)
- 16. November: Lorenzo Allegri, italienischer Lautenist und Komponist († 1648)
- 15. Dezember: Christoph Demantius, deutscher Komponist († 1643)

### Genaues Geburtsdatum unbekannt
- Joachim van den Hove, flämisch-niederländischer Komponist und Lautenist († 1620)
- Bernhard Schmid, deutscher Komponist und Organist († 1625)

### Geboren um 1567
- Jean-Baptiste Besard, französischer Jurist, Lautenist und Komponist († 1617)
- Elway Bevin, englischer Komponist († 1638)[3]

## Gestorben

### Todesdatum gesichert
- 08. Januar: Jacobus Vaet, franko-flämischer Komponist, Sänger und Kapellmeister (* 1529)
- 19. März: Thomas Blarer, deutscher Kirchenliederdichter (* 1499)

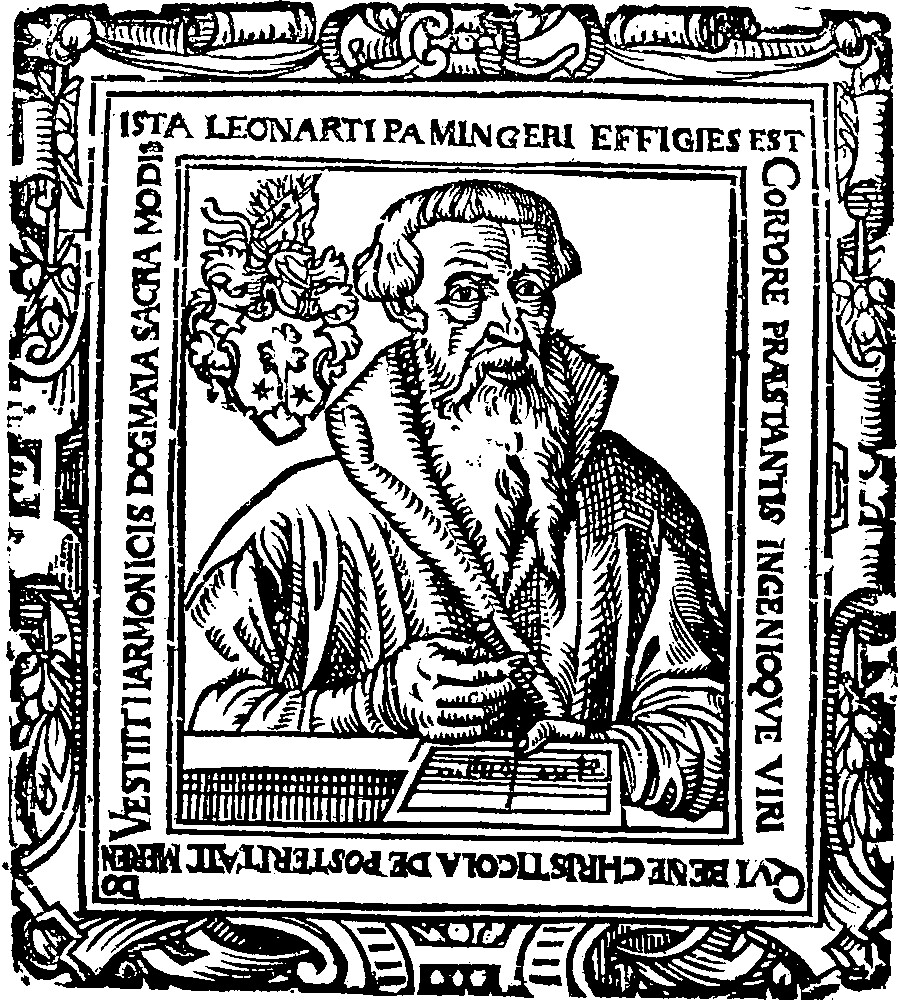
Leonhard Paminger; † 3. Mai

- 03. Mai: Leonhard Paminger, österreichischer Komponist (* 1495)
- 20. Mai (bestattet): Lucas Wagenrieder, deutscher Sänger und Notenschreiber (* um 1484)[4]
- 29. November: Nicolaus Roggius, deutscher Kantor und Musiktheoretiker (* um 1518)[4]

### Genaues Todesdatum unbekannt
- Antonio Blado, italienischer Buchdrucker (* 1490)[4]

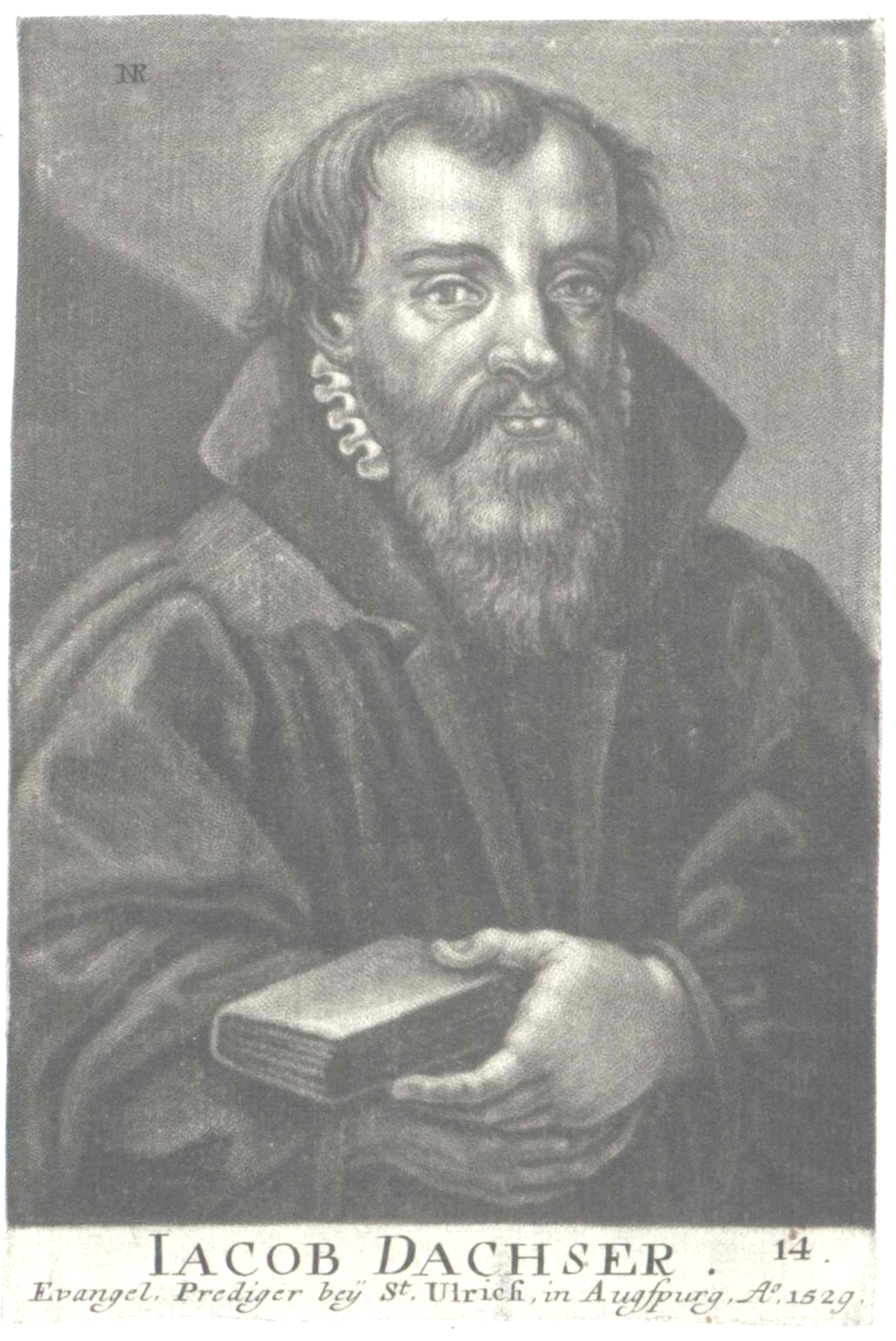
Jakob Dachser

- Jakob Dachser, Täufer, protestantischer Prediger und Kirchenliederdichter (* unbekannt)

### Gestorben um 1567
- Jean Courtois, franko-flämischer Komponist und Kapellmeister (* unbekannt)
- Ghiselin Danckerts, niederländischer Sänger und Komponist (* um 1510)
- Bartolomeo Trosylho, portugiesischer Komponist (* um 1500)
- Ottaviano Scotto, italienischer Buchdrucker und -verleger (* unbekannt)[4]
- Philipp Ulhart der Ältere, deutscher Buch- und Musikdrucker (* um 1500)[4]

### Gestorben nach 1567
- Estienne du Tertre, französischer Komponist (* 1543)